# Yityish Titi Aynaw
Yityish «Titi» Aynaw (Gondar, 23 de junio de 1991) es una modelo, personalidad televisiva y reina de belleza israelí, que fue coronada como Miss Israel 2013. Es la primera mujer judía etíope en ganar dicho certamen. Como Miss Israel, Aynaw representó al país hebreo en la edición de Miss Universo 2013.

## Primeros años y educación
Aynaw nació en la provincia de Gondar, en Etiopía, en el seno de una familia etíope-judía perteneciente a la comunidad Beta Israel. En Etiopía, la familia era pobre, pero Aynaw recuerda que su infancia fue «a menudo feliz». Poco después de su nacimiento, su padre falleció y su madre también murió más tarde, cuando Aynaw tenía diez años.
Tras llegar a Israel, Aynaw tuvo dificultades para asimilarse a la cultura israelí y aprender a hablar hebreo; sin embargo, más tarde empezó a destacar. En la escuela, Aynaw fue presidenta de la clase, compitió en atletismo y ganó un concurso nacional de cine estudiantil. Tras graduarse en Kfar HaNoar HaDati, Aynaw comenzó su alistamiento obligatorio en las Fuerzas de Defensa de Israel, sirviendo como teniente en el Cuerpo de la Policía Militar israelí. Tras completar su servicio, Aynaw trabajó en una tienda de ropa en Netanya. Más tarde asistió al Centro Interdisciplinario Herzliya en Herzliya.

## Carrera profesional
Aynaw comenzó su carrera en el mundo de los concursos de belleza después de que un amigo la inscribiera en el concurso de Miss Israel 2013; en ese momento, Aynaw no tenía experiencia como modelo. Pasó a ganar el concurso en febrero de 2013, y recibió un reconocimiento nacional e internacional masivo por ser la primera mujer negra israelí en ser coronada como Miss Israel. Su victoria fue vista por muchos de la comunidad Beta Israel como una señal positiva para la representación de los judíos negros y específicamente de los judíos etíopes en Israel. Mientras reinaba como Miss Israel, Aynaw concienció sobre la dificultad de los judíos etíopes para hacer Aliyah a Israel, y ayudó a varios de sus familiares a venir a Israel después de que se les denegaran sus solicitudes de inmigración en numerosas ocasiones.
Tras su victoria, Aynaw fue invitada por Barack Obama a asistir a una gala con Shimon Peres; Obama expresó su admiración por Aynaw y se refirió a ella como un «modelo a seguir». Como Miss Israel, Aynaw representó a Israel en el concurso de Miss Universo 2013 que tuvo lugar en Moscú (Rusia); finalmente no clasificó en el concurso. Más tarde, Aynaw fue nombrada la 39.ª judía más influyente de 2013 por The Jerusalem Post. Tras finalizar su reinado, Aynaw coronó a Mor Maman como su sucesora en el Miss Israel 2014 en marzo de 2014.
En 2015, Aynaw compitió como concursante famosa en Survivor: Honduras, la séptima temporada de la edición israelí de la franquicia Survivor. Quedó en segundo lugar de la temporada, por detrás de Liron Orfali. En 2016, Aynaw comenzó a trabajar en la creación de un centro comunitario de educación artística en Netanya para atender a los jóvenes en situación de riesgo.

## Vida personal
Reside en Netanya (Israel). En una entrevista, declaró que quería trabajar en la industria de la moda, ser un modelo para su comunidad y tener una «gran familia» y «dar a mis hijos la experiencia que yo nunca tuve».